# 윤정화
윤정화(1986년 6월 19일 ~ )은 한국의 여자성우로 한국방송 성우극회 소속이다. 2012년 KBS 공채 37기로 입사하여 현재 프리랜서이다.

## 외화
- 닥터후 시즌 10(KBS) - 굿싱(미나 앤워) / 프레이즈워시(카이저 액터)

## 라디오 드라마

### KBS 무대(KBS 한민족방송)
- 2012.04.21 <세상에서 가장 아름다운 만남>
- 2012.04.28 <천국의 오해>
- 2012.06.09 <내 남편은 마초>
- 2012.06.16 <천사를 보았다>
- 2012.07.21 <그리고 아무 말도 하지 않았다>
- 2012.10.13 <연산의 꿈> - 여자 2
- 2012.10.27 <천년송> - 부녀자 1
- 2012.11.10 <길 위의 사람들> - 올레꾼 1
- 2012.11.24 <무진으로 가는 길> - 여자
- 2012.12.08 <울엄마 봉순씨> - 동네 3
- 2013.01.19 <걸어도 걸어도> - 아이 1
- 2013.01.26 <꽃이 되어 봄이 오게 하리> - 40대 아줌마
- 2013.02.02 <NOBLE CLUB 노블클럽> - 여자
- 2013.03.02 <그들의 수천가지 물음표 중 하나> - 아줌마  1
- 2013.06.01 <별이 빛나는 밤에> - 알바생
- 2013.09.07 <웬수들의 합창> - 매표원
- 2013.09.28 <자전거 달린다> - 손님 1
- 2013.10.05 <그녀의 하이힐에 관한 9cm의 짧은 고찰> - 여자 1
- 2013.11.23 <소수의 사례> - 스탭
- 2013.11.30 <타고났거나 변했거나> - 여직원
- 2013.12.07 <한없이 낮은 슬픔> - 병희
- 2013.12.21 <숨비소리> - 여자 앵커
- 2017.03.11 <카페 W> - 세라
- 2017.06.10 <앓던 이 빠지던 날> - 조애정

### 라디오 독서실(KBS 한민족방송)
- 2012.03.18 부산말로는 할 수 없었던 이방인 부르스의 말로 - 시민 3
- 2012.05.06 소녀시대 - 깜찍이
- 2012.06.03 놀부뎐 - 아이 2
- 2012.07.01 놀부뎐 - 댓글 2
- 2012.07.22 노끈 - 여인
- 2012.08.05 버들고리 - 아낙 1
- 2012.08.19 레디메이드 인생 - 여자 행인 2
- 2012.09.02 국경시장 - 노점상
- 2012.09.30 규중칠우쟁론기, 조침문, 관북유람일기 - 다리미
- 2012.10.21 로드킬 - 여자 2
- 2012.11.11 당분간 인간 - 여자
- 2012.12.02 레인 스틱 - 시민
- 2012.12.09 블랙 아웃 - 여직원
- 2012.12.23 저기 사람이 나무처럼 걸어간다 - 여성 3
- 2013.01.06 장끼전 - 새끼 2
- 2013.01.13 낙서문학사 발흥자편 - 여대생
- 2013.01.20 이교도 - 알바생
- 2013.02.10 우울군 슬픈읍 늙으면 - 미술학도
- 2013.02.17 침묵의 미래 - 엄마
- 2013.02.24 당신이 모르는 이야기 - 기자
- 2013.03.03 못생겼다고 말해줘- M
- 2013.03.24 옥상에서 만나요 - 친구
- 2013.03.31 반 - 아낙 3
- 2013.04.07 영철이 - 아내 친구
- 2013.04.14 아직 오지 않은 거리 - 늘씬한 여인
- 2013.04.21 아직 오지 않은 거리 - 어린 은수 2
- 2013.05.05 거리의 마술사 - 여학생 1
- 2013.05.26 홍의 부고 - 민
- 2013.06.09 잉여인간 - 소년 2
- 2013.07.14 어떤 이욜이에 전하는 안부인사 - Q
- 2013.08.11 목욕탕 - 혜진
- 2013.09.22 달밤 - 선생 1
- 2013.10.20 알함브라 궁전의 추억 - 그녀
- 2013.11.03 전복 - 임혜슬
- 2013.12.01 나는 아주 오래 살것이다 - 딸
- 2013.12.15 택배 왔어요 - 보호자
- 2014.06.01 휴가 - 옥화
- 2015.08.30 저주받은 훙가의 탄생 혹은 종말 - 미희
- 2016.06.26 된장이 된 - 나
- 2016.11.13 곰씨의 동굴 - 나
- 2017.02.05 박스 - 여자

### 소설극장(KBS 3라디오)
- 2012.10.06 ~ 2012.11.09 백영옥 <실연당한  사람들을 위한 일곱시 조찬 모임> - 사강
- 2012.12.20 ~ 2013.01.24 조세희 <난장이가 쏘아 올린 작은 공> - 은희
- 2013.01.25 ~ 2013.03.07 심윤경 <사랑이 달리다> - 작은 올케
- 2013.03.08 ~ 2013.04.06 백가흠 <나프탈렌> - 이양자
- 2013.07.08 ~ 2013.08.02 F. 스콧 핏츠제럴드 <위대한 개츠비> - 여자
- 2013.08.03 ~ 2013.10.02 이정명 <천국의 소년 1,2>  - 영애

### 라디오 극장(KBS 한민족방송)
- 2014.1.1 ~ 2014.1.31 최제훈 <나비잠> - 단역
- 2014.7.1 ~ 2014.7.31 이석원 <실내인간> - 곽소영